# サマラ州

サマラ（サマーラ）州
ロシア語: Самарская область

サマラ州（サマラしゅう、Самарская область, Samara Oblast, サマーラ州とも）はロシア連邦の州（オーブラスチ）。州都はサマーラ。沿ヴォルガ連邦管区に含まれる。

## 概要
- 面積 53,636km2　（ロシア連邦の0.31%）
- 人口 3,172,925人 （2021年）
- 人口密度 59.24人/km2

## 地理
東ヨーロッパ平原の東部に位置する。ヴォルガ川が西南部を流れる。ヴォルガ川が迂回するジグリ山塊があり、そこにジグリ自然保護区がある。

## サマラ州の行政区分

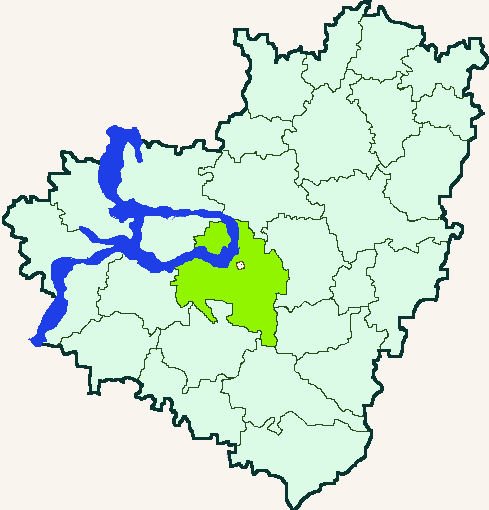
サマーラ州の行政区分
緑の部分はサマーラを含むボルジュスキー地区

### 都市
- サマラ - 州都
- トリヤッチ
- シズラニ
- ノボクイビシェフスク
- チャパイェフスク
- キネリ
- オクチャブルスク
- オトラドヌイ
- ポクヴィストネヴォ
- ジグリョーフスク

### 地区（ラヨン）
- アレクセイェフスキー地区
- ベゼンチュクスキー地区
- ボガトフスキー地区
- ボルシェチェルニゴフスキー地区
- ボルシェグルシツキー地区
- ボルジュスキー地区
- チェルノ・ヴァシンスキー地区
- イサクインスキー地区
- カミスリンスキー地区
- キネル・チェルカスキー地区
- キネルスキー地区
- クリャフリンスキー地区
- コシュキンスキー地区
- クラスノアーメイスキー地区
- クラスノヤルスキー地区
- ネフテゴルスキー地区
- ペトラフスキー地区
- ポクヴィストネフスキー地区
- プリヴォルジュスキー地区
- セルギィエフスキー地区
- シェンタリンスキー地区
- シゴンスキー地区
- スタフロポリスキー地区
- シズランスキー地区
- ヴォルジュスキー地区
- イェルコフスキー地区

## 歴史
カザン・ハン国が滅んだ後、1586年にサマラにロシアの要塞が築かれた。
1850年にサマラ県が設置される。
1928年5月14日に中ヴォルガ州（Средневолжская область）に改称。1929年より、中ヴォルガ地方。1935年にクイビシェフ地方と改められ、1936年から1990年までクイビシェフ州。1990年、州都がクイビシェフからサマラに改称されたのにともない、サマラ州に改称。
2024年、ウクライナ軍は軍事貨物の輸送をしていたとして州内の鉄道を爆破した事を発表した。

## 産業
石油精製、化学工業、航空機製造、自動車製造などが盛ん。

## 標準時
この地域はサマラ時間の標準時を使用している。時差はUTC+4時間である。
従来はサマラ時間（通常はUTC+4時間、夏季はUTC+5時間）が使われていたが、2010年3月28日のサマータイム開始と同時に同時間帯は廃止され、モスクワ時間に統合された。また、2011年には従来の夏時間が通年で使用される事になり、時間帯はUTC+4時間に固定された。しかし、2014年10月26日にサマラ時間が復活し、時差はそのまま通年UTC+4となった。